# フレゼニウス
フレゼニウス（独: Fresenius SE & Co. KGaA）は、ドイツ・ヘッセン州のバート・ホンブルク・フォア・デア・ヘーエに本拠を置く、ヘルスケア企業グループ。フランクフルト証券取引所上場企業（FWB: FRE）。

## 沿革
1912年に薬剤師のEduard Freseniusによって設立された。1946年にElse Krönerに会社が譲渡され、1988年のElse Krönerの死までに国際的な医療関連企業に成長した。2007年に企業運営は、ドイツ形式のAGから欧州会社法に基づく運営へと切り替えられている。2013年にドイツ国内で競合していたレーン・クリニクムを買収し、民間の病院としてはヨーロッパ最大のチェーンを運営するに至っている。2016年9月、スペイン最大の民間病院運営会社であるIDC Salud Holding（キロンサルー,Quironsalud）の買収を発表した。

## グループ企業
フレゼニウスは4つの企業から構成されている。
- フレゼニウス・メディカルケア（Fresenius Medical Care）…フレゼニウスが3割の株式を保有する公開企業。単独でフランクフルト証券取引所（FWB: FME）とニューヨーク証券取引所（NYSE: FMS）に上場している。人工透析装置や関連医療機器の製造・販売を行う。日本法人「フレゼニウスメディカルケアジャパン株式会社」を持つ。
- フレゼニウス・カービ（Fresenius Kabi）…輸血や臨床栄養など、急性期医療に特化した医薬品・医療機器サービスを提供。日本法人「フレゼニウスカービジャパン株式会社」を持つ。
- Fresenius Helios…ベルリンを拠点とし、ドイツ国内で100以上の病院・クリニックを運営。2005年にフレゼニウスがHelios Klinikenを買収して設立。
- Fresenius Vamed…医療施設の運営・企画など、医療エンタープライズサービスを提供。